# Full Force
Full Force is een in 1979 opgerichte Amerikaanse band uit Brooklyn. De band speelde r&b, freestyle en moderne r&b. Ze telt tot de eerste freestyle-bands van de jaren 1980.

## Bezetting
Oprichters
- Paul Anthony George[6] (zang)
- Lucien 'Bowlegged Lou' George jr.[7] (zang)
- Hugh 'Shy Shy' Clarke[8] (basgitaar)
- Brian 'B-Fine' George[9] (drums)
- Curtis T. Bedeau[10] (gitaar)
- Gerard 'Baby Gee' Charles[11] (keyboards)

## Geschiedenis

### Productie en songwriting
De band produceerde en schreef muziek voor tal van artiesten, waaronder UTFO, Doctor Ice, Samantha Fox, Patti LaBelle, The Force MDs, Britney Spears, James Brown, Lisa Lisa & Cult Jam, Backstreet Boys, 'N Sync, Cheryl Pepsii Riley, Selena en Lil' Kim.
De doorbraakhit van Full Force was Roxanne Roxanne (1984) van UTFO, een plaat die leidde tot verschillende antwoordrecords, met name één van Roxanne Shanté. In de jaren 1980 produceerde de band een reeks grote hits voor Lisa Lisa en Cult Jam, waaronder I Wonder If I Take You Home, All Cried Out en Head to Toe. Ze scoorden ook hits voor Samantha Fox, waaronder Naughty Girls (Need Love Too) en I Wanna Have Some Fun en r&b-zangeres Cheryl Pepsii Riley, waaronder de Amerikaanse r&b nummer één Thanks for My Child. Hun single I'm Real uit 1988 voor James Brown bezorgde de legendarische zanger zijn grootste hit in 14 jaar, met als hoogtepunt de Amerikaanse r&b nummer twee.
Daarnaast schreef en produceerde de band de meeste singles van La Toya Jacksons vijfde studioalbum La Toya, waaronder You're Gonna Get Rocked! en You Blew, evenals het nummer I Got It Like That van Patti LaBelle, waarvoor ze ook prominente achtergrondzang verzorgden van haar album Be Yourself uit 1989. Full Force zorgde ook voor achtergrondzang op twee Bob Dylan-nummers, opgenomen tijdens sessies voor Infidels: Death Is Not the End (uitgebracht op Down in the Groove (1988) en Tell Me (uitgebracht op The Bootleg Series Volumes 1-3 (Rare & Unreleased) 1961-1991).
De grootste hit van Full Force uit de jaren 1990 was de Amerikaanse top 5/Britse nummer 2 hit single All I Have to Give uit 1998 van de Backstreet Boys. Full Force werkte ook samen met Prince' ex-vrouw Mayté aan haar album Child of the Sun uit 1995, maar de nummers blijven onuitgebracht.
Full Force heeft ook bijgedragen aan de productie van Blaque's niet-uitgebrachte album Blaque Out uit 2002 en de publicatie La Bella Mafia uit 2003 van Lil' Kim, op haar nummer Can't Fuck with Queen Bee. De band produceerde That La, La, La van Rihanna, dat verscheen op haar debuutalbum Music of the Sun uit 2005. De wereldwijde hit Don't Phunk with My Heart uit 2005 van The Black Eyed Peas werd ook geschreven als een samenwerking tussen Full Force en will.i.am van de Peas.

### Opnamen
Naast hun productie-cv, heeft de band ook hun eigen albums en muziek uitgebracht. Hun single Alice, I Want You Just for Me! uit 1985 werd in januari 1986 een Top 10-hit in het Verenigd Koninkrijk. Ze plaatsten verschillende hitsingles onder hun eigen naam in de Amerikaanse Billboard r&b-hitlijst in de tweede helft van de jaren 1980. Nummers als Unselfish Lover (van hun titelloze debuutalbum) en Temporary Love Thing (van hun vervolgalbum Full Force Get Busy 1 Time!) kregen veel airplay. All in My Mind werd de eerste en enige single van de band die tot nu toe de r&b Top 10 bereikte in 1988.
In 2001 bracht Thump Records, een label dat bekend staat om zijn freestyle-compilaties, de eerste Greatest Hits-compilatie Ahead Of Their Time! van de band uit. In 2007, op de Columbia-publicatie Legendary heeft de band het nummer We're Feeling You, Oprah opgedragen aan Oprah Winfrey.

### Acteren
Ze verschenen in de komische film House Party uit 1990 en het eerste vervolg als de pestkoppen van Kid 'n Play. (Hoewel niet opgenomen op het officiële soundtrackalbum van House Party, werd Ain't My Type of Hype van Full Force gebruikt in de dans-gevechtsscène van de film). Bowlegged Lou speelde ook in Who's the Man? (1993) en speelde Lord Primus in de scifi tv-serie Body Jumpers uit 2013.

## Discografie

### Singles
- 1985:	I Wonder If I Take You Home (met Lisa Lisa & Cult Jam)
- 1985: Can You Feel the Beat (met Lisa Lisa & Cult Jam)
- 1985: Alice, I Want You Just for Me!
- 1986:	All Cried Out (met Lisa Lisa & Cult Jam feat. Paul Anthony & Bow Legged Lou)
- 1987:	Someone to Love Me for Me (met Lisa Lisa & Cult Jam)

### Studioalbums
- 1985:	Full Force
- 1986:	Full Force Get Busy 1 Time!
- 1987:	Guess Who's Comin' to the Crib?

### Samenwerkingen
- 1985: Lisa Lisa & Cult Jam with Full Force (met Lisa Lisa & Cult Jam)

### Verdere albums
- 1989: Smoove
- 1992: Don't Sleep
- 1995: Sugar on Top
- 2001: Still Standing
- 2007: Legendary
- 2009: Full Force, of Course